# 小行星1999
小行星1999（1999 Hirayama）是一顆小行星。它以日本天文學家平山清次的名字命名。平山清次最著名的成就是他發現許多小行星的軌道的相似性比概率允许的还要高，進而發展出小行星族的觀念。為紀念他的功績，有一族的小行星稱為平山族。